# Rasmus Paludan (Politiker)

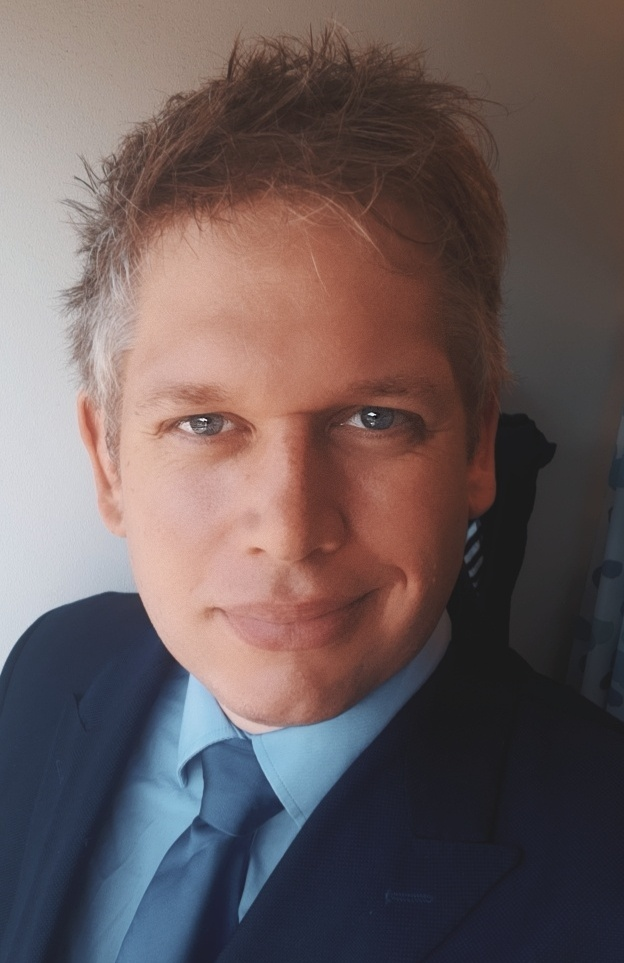
Rasmus Paludan (2022)

Rasmus Paludan (* 2. Januar 1982) ist ein dänisch-schwedischer Politiker. Er ist Gründer der dänischen einwanderungs- und islamfeindlichen Partei Stram Kurs („Strenger Kurs“). Er hat sowohl die schwedische als auch die dänische Staatsbürgerschaft.

## Hintergrund

### Familie, frühe Kindheit und persönliche Umstände
Rasmus Paludan ist in Nordsjælland geboren und hat eine Schwester, Tine Paludan, eine bekannte dänische Lyrikerin, und einen Bruder, Martin Paludan, Autor und Mitglied der Partei Alternativet (Die Alternative), einer linksorientierten Partei für Klimaschutz, für die er als Manager der sozialen Netzwerke agierte.
Während einer Anklage gegen Rasmus Paludan 2015 erklärte er, dass ein Autounfall eine Persönlichkeitsveränderung bei ihm herbeigeführt habe: Er habe kaum noch Geduld mit Fehlern von anderen, denn sie würden ihn persönlich frustrieren. Eine neuropsychologische Untersuchung sowie eine Untersuchung durch einen Spezialarzt für Psychiatrie stellte eine neurologische Schädigung Paludans nach dem Autounfall fest, die eine kognitive Beeinträchtigung mit sich führe; der Grad der Behinderung wurde auf 25 geschätzt, was auch der Prozentsatz der Einschränkung seiner Erwerbsfähigkeit laut ärztlichen Untersuchungen sei.

### Ausbildung
2000 machte er Abitur am Gymnasium in Helsingør. 2001 begann er ein Jurastudium an der Universität Kopenhagen. Er hatte den neunthöchsten Notendurchschnitt nach seinem Bachelor.
Seit September 2022 studiert er an der Universität Kopenhagen Theologie.

### Beruf
Während seiner Studienzeit arbeitete er im Jahr 2004 für die Anwaltsfirma Kromann Reumert und machte ein Praktikum für den Chefankläger des Internationalen Strafgerichtshofs in Den Haag. Seit 2014 arbeitete er als selbstständiger Anwalt. In seiner Anwaltskarriere hat er viele Systemkritiker und selbsternannte Freiheitsaktivisten vertreten. Darüber hinaus hat er auch eine Reihe von Fällen über den Gebrauch von medizinischem Cannabis geführt. 2017 war Paludan Verteidigungsanwalt für einen 42-Jährigen aus Nordjylland, der wegen Blasphemie angeklagt wurde, weil er den Koran verbrannt haben soll. Das war die erste Anklage wegen Blasphemie in Dänemark seit 46 Jahren. Die dänische Regierung jedoch schaffte den Blasphemieparagraphen ab und so kam es nicht zu einer Verurteilung.
Am 22. Oktober 2016 vertrat Rasmus Paludan einen Geflüchteten, der aus Dänemark abgeschoben werden sollte. Dies sorgte für mediales Interesse, da Rasmus Paludan für seine einwanderungs- und flüchtlingskritischen Positionen bekannt ist.

## Politik

### Politische Karriere
Rasmus Paludan engagierte sich zunächst bei der sozialliberalen Partei Radikale Venstre bzw. deren Jugendorganisation Radikal Ungdom, deren Hauptausschuss (Vorstand) er 2003 angehörte. 2009 kandidierte er bei der Europawahl 2009 für die EU-skeptische Wählervereinigung JuniBevægelsen, die jedoch den Einzug ins Europaparlament verpasste. Später war er Mitglied der rechtsliberalen Partei Venstre.
Im September 2016 wechselte Paludan in die neugegründete einwanderungsfeindliche Partei Nye Borgerlige. Am 28. Januar 2017 wurde er als Kandidat der Partei für den Stadtrat von Kopenhagen aufgestellt, musste die Partei aber am 10. Februar verlassen, als eine seiner Reden für die Organisation „For Frihed“ (Oktober 2016) bekannt wurde. Dort sagte er u. a. „[m]ens vi står her i dag, så er der hundredetusinder, som sidder hjemme og klargør deres våben og øver sig på at ramme med deres rifler“ (während wir hier heute stehen, sind hunderttausende Dänen zu Hause, bereiten ihre Waffen vor und üben sich im Schießen) und sprach über einen möglichen Bürgerkrieg in Dänemark gegen „de fremmede fjender“ (die fremden Feinde), wo „[v]ores gader og stræder vil blive forvandlet til floder af blod. Og de fremmede fjenders blod vil ende i kloakken, hvor de fremmede fjender hører hjemme“ (Unsere Straßen und Wege werden sich in Flüsse aus Blut verwandeln. Und das Blut der fremden Feinde wird in der Kanalisation enden, wo die fremden Feinde hingehören). Peter Seier Christensen von Nye Borgerlige zeigte sich schockiert über Rasmus Paludans Aussagen und bezeichnete seine Reden als vollkommen inakzeptabel.
Kurz nachdem er die Nye Borgerlige verlassen hatte, gründete Rasmus Paludan Dansk Samling (Dänische Sammlung), deren Namen er 2017 in Stram Kurs (Harter Kurs) änderte.

### Politische Positionen
Seine Partei Stram Kurs wünscht sich ein Verbot des Islam in Dänemark und dass nicht-westliche Einwanderer abgeschoben werden.

## Kontroversen und Verurteilungen

### April 2019: Strafgesetz § 266 b
Im April 2019 wurde Rasmus Paludan nach § 266 b des dänischen Strafgesetzbuch zu 14 Tagen Gefängnis auf Bewährung verurteilt. Im Volksmund wird dieser Paragraph auch Rassismusparagraph genannt. Das Gericht verurteilte ihn, weil er eine Parallele zwischen Afrikanern und niedriger Intelligenz gezogen haben soll: „Ja, når man som Bwalya Sørensen og som de fleste negere i Sydafrika ikke er begavede nok til at kunne se, hvordan tingene rent faktisk forholder sig, så er det meget nemmere kun at se i sort/hvid, og som sagt give skylden til de hvide.“ (Ja, wenn man wie Bwalya Sørensen und die meisten Neger in Südafrika nicht begabt genug ist, um zu erkennen, wie die Dinge tatsächlich liegen, dann ist es viel einfacher alles nur in schwarz/weiß zu sehen und wie gesagt den Weißen die Schuld zu geben). Das Gericht sah darüber hinaus verschärfte Umstände, da es das auf YouTube veröffentlichte Video mit der Aussage vom 2. April 2018 als Propaganda einstufte. Rasmus Paludan legte Berufung ein. Ein Berufungsgericht bestätigte im Juli 2019 die Verurteilung gegen Paludan.

### Juni 2020: Rassismusparagraph, Beleidigung und gefährliches Fahren
Im Juni 2020 wurde Rasmus Paludan nach § 266 b des dänischen Strafgesetzbuch zu 3 Monaten Gefängnis verurteilt und erhielt ein dreijähriges Berufsverbot als Anwalt. Das Gericht sah darüber hinaus verschärfte Umstände, da es seine rassistischen Äußerungen als Propaganda einstufte. Erschwerend kam noch hinzu, dass er schon 2019 wegen Rassismus verurteilt worden war. Darüber hinaus musste er einer Frau Schadensersatz zahlen, weil er sie als Sexarbeiterin bezeichnet hatte. Darüber hinaus wurde er wegen gefährlichen Fahrens angezeigt. Dies wurde auch vom Gericht bestätigt.
Das Berufungsgericht behielt in einer Entscheidung vom September 2021 die Höhe der Strafe bei, setzte die 3 Monate Haft jedoch zur Bewährung aus. Auch das zu zahlende Schmerzensgeld wurde von 30.000 DKK auf 5.000 DKK reduziert.

### Zurückgezogenes Einreiseverbot nach Schweden, Koranverbrennungen in Schweden

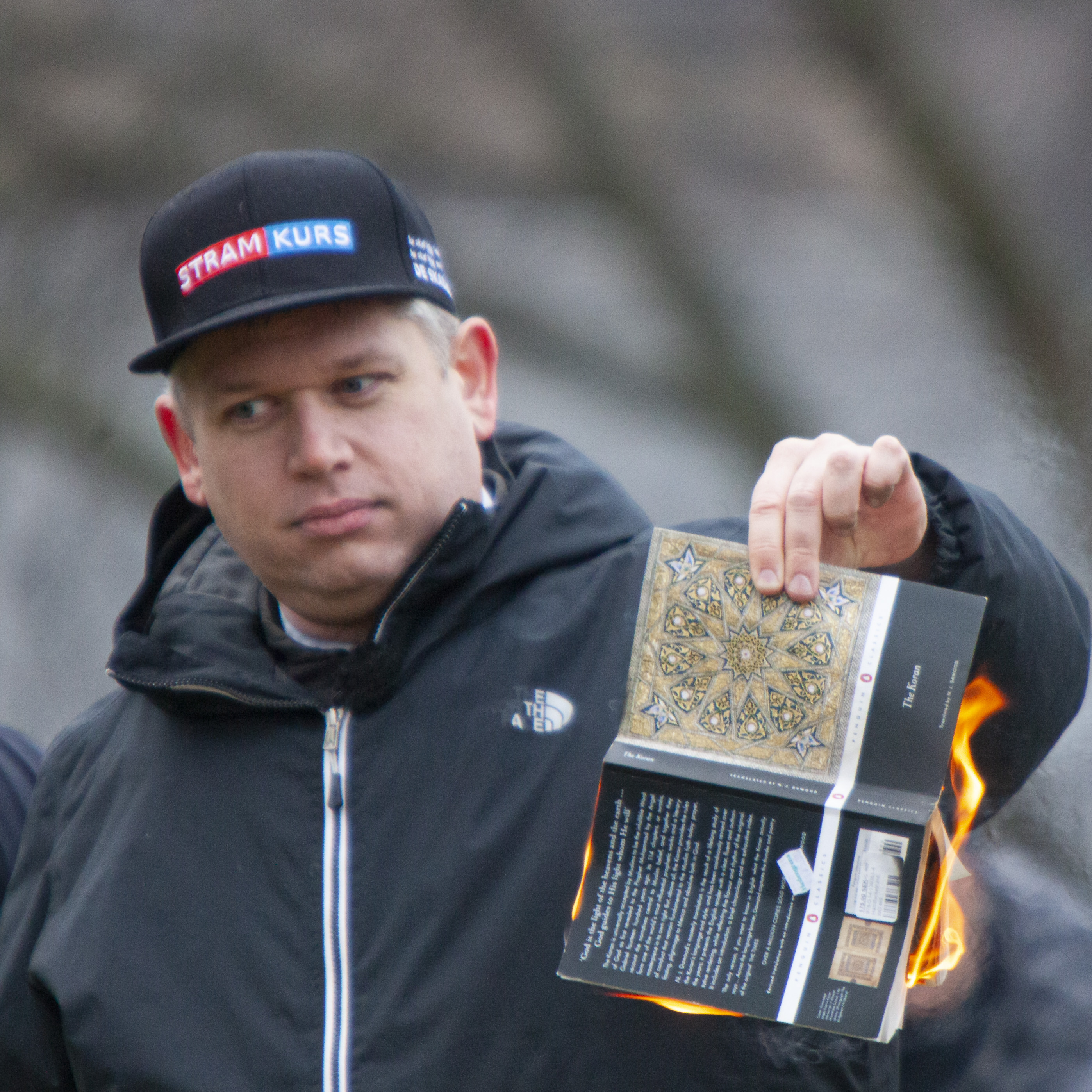
Paludan bei Koranverbrennung am 21. Januar 2023

Im Zusammenhang mit einer von ihm beabsichtigten erneuten Koranverbrennung in Malmö im August 2020 bekam Paludan ein zweijähriges Einreiseverbot für Schweden. Dieser klagte dagegen und argumentierte, dass er die schwedische Staatsbürgerschaft habe. Dies wurde vom schwedischen Staat bestätigt und das Einreiseverbot zurückgezogen. Paludan verbrannte bei einer Tour durch Schweden im April 2022 öffentlich mehrere Korane, was zu teilweise gewalttätigen Gegendemonstrationen führte.
Am 21. Januar 2023 nahm Paludan an einer kleinen, von dem Journalisten Chang Frick organisierten Demonstration vor der türkischen Botschaft in Stockholm teil und zündete einen Koran mit einem Feuerzeug an, was die Türkei verärgerte und Auswirkungen auf den Antrag Schwedens auf Beitritt zur NATO haben könnte. Die Türkei blockiert seit Monaten die Aufnahme Schwedens und Finnlands in die NATO. Paludan kündigte an, nun an jedem Freitag Exemplare des Korans verbrennen zu wollen, bis Schweden in der NATO sei. Am 27. Januar 2023 zündete er einen Koran vor einer Moschee in Kopenhagen an. Der dänische Botschafter in der Türkei wurde danach ins Außenministerium in Ankara gerufen.
Am 20. März 2023 verbot die britische Regierung ihm die Einreise in das Vereinigte Königreich wegen der Drohung, einen Koran in Wakefield, West Yorkshire, zu verbrennen.
Im November 2024 wurde Paludan vom Amtsgericht in Malmö (Schweden) wegen der Koranverbrennungen im Jahr 2022 zu 4 Monaten Haft wegen Volksverhetzung und Beleidigung verurteilt. Er kündigte an, in Berufung zu gehen.

### Einreiseverbot und Festnahme in Berlin
Im Oktober 2020 wurde Rasmus Paludan von der Berliner Polizei festgenommen, nachdem ihm am Vortag die Einreise verweigert worden war und er zunächst nach Dänemark zurückgekehrt war.